# Оганесон
Оганесон (на латински: Oganesson, Og), преди известен под временното название унуноктий (на латински: Ununoctium, Uuo) или ѐка-радо̀н, е химичен елемент с атомен номер 118, от 18 група (по старата класификация – VIIIA група), 7-и период на периодичната система. Оганесонът е инертен газ. Наречен е на Юрий Оганесян — ръководителя на Лабораторията по ядрени реакции „Г. Фльоров“ в Обединения институт за ядрени изследвания в Дубна, която първа в света синтезира изотопи на този елемент през 2002 г. Откритието получава потвърждение през 2006 г.
Оганесонът спада към радиоактивните елементи.